# Periodo rivoluzionario irlandese
Il periodo rivoluzionario nella storia irlandese è stato il periodo tra gli anni 1910 e l'inizio degli anni 1920 in cui l'opinione nazionalista irlandese si spostò dal Partito Parlamentare Irlandese che sosteneva l'Home Rule al movimento repubblicano Sinn Féin. Ci furono diverse ondate di disordini civili legati al lealismo dell'Ulster, al sindacalismo e al repubblicanesimo della forza fisica, che portarono alla guerra d'indipendenza irlandese, alla creazione dello Stato Libero d'Irlanda, alla partizione d'Irlanda e alla guerra civile irlandese.
Alcuni storici moderni definiscono il periodo rivoluzionario come il periodo dal 1912 o 1913 al 1923, cioè dall'introduzione del Third Home Rule Bill alla fine della guerra civile, o talvolta più strettamente come il periodo dal 1916 al 1921 o 1923, cioè dalla rivolta di Pasqua alla fine della guerra d'indipendenza o della guerra civile.
I primi anni dello Stato Libero, quando era governato dal partito pro-Trattato Cumann na nGaedheal, sono stati descritti da almeno uno storico come una controrivoluzione.